# Sainte-Honorine-de-Ducy

Sainte-Honorine-de-Ducy este o comună în departamentul Calvados, Franța. În 1 ianuarie 2022 avea o populație de 136 de locuitori.